# Planiseptinae
Planiseptinae es una subfamilia de foraminíferos bentónicos de la familia Mesoendothyridae, de la superfamilia Loftusioidea, del suborden Loftusiina y del orden Loftusiida. Su rango cronoestratigráfico abarca desde el Sinemuriense superior hasta el Pliensbachiense (Jurásico inferior).

## Discusión
Clasificaciones previas no diferenciaban Planiseptinae dentro de la familia Mesoendothyridae), y este grupo lo incluían en el suborden Textulariina, en el orden Textulariida o en el orden Lituolida.

## Clasificación
Planiseptinae incluye a los siguientes géneros:
- Paleomayncina †
- Planisepta †